# Джонсон, Уолтер
Уолтер Перри Джонсон (англ. Walter Perry Johnson, 6 ноября 1887 — 10 декабря 1946) — американский профессиональный бейсболист, выступавший в Главной лиге бейсбола на позиции питчера. Всю свою профессиональную карьеру провёл выступая за команду «Вашингтон Сенаторс». По окончании игровой карьеры работал менеджером клубов «Сенаторс» с 1929 по 1932 год и «Кливленд Индианс» с 1933 по 1935 год.
Джонсон считается одним из самых доминирующих игроков в истории бейсбола. Он установил множество рекордов МЛБ среди питчеров, некоторые из которых до сих пор не побиты. Ему принадлежит рекорд по шатаутам — 110, занимает второе место по победам — 417 и четвёртое место по полным играм — 531. Он долгое время удерживал рекорд по страйкаутам — 3508 и был единственным игроком клуба 3000 страйкаутов более 50 лет, пока в 1974 году Боб Гибсон не сделал 3000 страйкаут.